# Амадей III (граф Савойський)
Амаде́й III Хрестоносець (лат. і італ. Amadeus III; 1095 — квітень 1148) — граф Савойський та Морієнський (1103—1148).

## Життєпис
Представник Савойського дому. Учасник Другого хрестового походу. Народився в Кариньяно, Савойське графство. Син Гумберта ІІ і Жізели Бургундської, доньки бургундського графа Вільгельма I. Успадкував графство після смерті батька. За життя любив високі титули, незаконно іменував себе герцогом Ломбардії, Бургундії, Шабле й вікарієм Священної Римської імперії (останню посаду займав його батько з дозволу імператора Генріха IV).
У 1103—1147 роках був комендантом-абатом монастиря святого Маврикія Агонського, де колись коронувалися бургундські королі. Допоміг відновити його, запровадив регулярні правила (1128). Заснував Абатство святого Сульпіція в Бюже, Октомбське абатство на озері Бурже (1125), Там'єське абатство в Божі (1132).
1128 року розширив свої землі «старого Шабле», приєднавши до них територію від Арва до Дранс-д'Абонданс — так зване «нове Шабле» з центром у місті Сан-Моріс. Одружився із Матильдою (Маго) Альбонською (1123), але вів війни з її братом альбонським графом Гігом IV, якого смертельно поранив 1142 року в битві при Ла-Бюїсьєрі. Після цього ледь не втратив свого графства, позаяк франкський король Людовик VI, що був одружений з його сестрою Аделаїдою, забажав приєднати Савою до корони. Врятувався завдяки посередництву Петра Пустельника, який змусив Амадея взяти участь у хрестовому поході Людовика VII. 1145 року відбив напад Гіга V, графа Альбонського.
1147 року разом із франкським королем вирушив до Святої Землі у супроводі савойських баронів та французьких панів. Своє військо спорядив за гроші, які позичив у абатстві святого Маврикія. Подолавши італійське Бриндізі і албанський Дуррес, прибув наприкінці року до Константинополя по Егнатієвій дорозі. Після переходу до Анатолії керував авангардом, але втратив зв'язок із основними французькими силами, що були розбиті біля Лаодіцеї. На шляху до Адалії вирішив рушати короблями до Антіохії. В подорожі захворів. Висадився у Нікосії на Кіпрі, де й помер в квітні 1148 року. Похований у Нікосійській церкві святого Хреста. Савойське графство перейшло до його неповнолітнього сина Гумберта III під регентством єпископа Амадея Лаузанського. Батько португальської королеви Матильди Савойської.

## Родина
Дружина: Матильда Альбонська
Діти:
- Матильда Савойська (1125—1157/1158) ∞ Афонсу I, король Португалії.
- Гумберт III